# هجوم المريخ!
هجوم المريخ! (!Mars Attacks) فيلم خيال علمي أمريكي صدر عام 1996 من إخراج تيم برتون وبطولة جاك نيكلسون وبيرس بروسنان وآنيت بنينغ وداني ديفيتو وسارة جيسيكا باركر وغلين كلوز وأيضا المغني البريطاني توم جونز، الفيلم مأخوذ من سلسلة بطاقات التبادل التي تحمل نفس العنوان والتي صدرت في عام 1962.
تدور أحداث الفيلم حول هجوم مخلوقات فضائية من كوكب المريخ ويتم تدميرهم بسماع مقطوعة موسيقية كانت تستمع إليها امراة عجوز، وعندما يسمعون الموسيقا تبدأ أدمغتهم بالانفجار.

## الممثلون
- جاك نيكلسون في دور رئيس الولايات المتحدة.
- جيمس ديل.
- آرت لاند.
- بيرس بروسنان في دور دونالد كيسلر.
- آنيت بنينغ في دور باربرا لاند.

## وصلات خارجية
- هجوم المريخ! على موقع IMDb (الإنجليزية)
- هجوم المريخ! على موقع ميتاكريتيك (الإنجليزية)
- هجوم المريخ! على موقع روتن توميتوز (الإنجليزية)
- هجوم المريخ! على موقع نتفليكس (الإنجليزية)
- هجوم المريخ! على موقع قاعدة بيانات الأفلام العربية
- هجوم المريخ! على موقع ألو سيني (الفرنسية)
- هجوم المريخ! على موقع Turner Classic Movies (الإنجليزية)
- هجوم المريخ! على موقع أول موفي (الإنجليزية)
- هجوم المريخ! على موقع بوكس أوفيس موجو (الإنجليزية)
- هجوم المريخ! على موقع فيلمافينيتي (الإسبانية)